# (13498) Al Chwarizmi
(13498) Al Chwarizmi  es un asteroide perteneciente al cinturón de asteroides, descubierto el 6 de agosto de 1986 por Eric Walter Elst y Violeta G. Ivanova desde el Observatorio Astronómico Nacional de Rozhen, en Bulgaria.

## Designación y nombre
Al Chwarizmi se designó inicialmente como 1986 PX.
Más adelante fue nombrado en honor al científico persa Al-Juarismi (c.~780-c.~850).

## Características orbitales
Al Chwarizmi orbita a una distancia media del Sol de 2,1152 ua, pudiendo acercarse hasta 1,7376 ua y alejarse hasta 2,4927 ua. Tiene una excentricidad de 0,1785 y una inclinación orbital de 2,7625° grados. Emplea en completar una órbita alrededor del Sol 1123 días.

## Características físicas
Su magnitud absoluta es 15,1. Tiene 3,126 km de diámetro. Su albedo se estima en 0,165.